# Mehmed Spaho
Mehmed Spaho, bošnjaški politik in pravnik, * 13. marec 1883, † 29. junij 1939.
Po gimnaziji v Sarajevu je študiral pravo na Dunaju. Najprej je delal v sodstvu, v letih 1910–1918 pa je bil nato tajnik Trgovske zbornice v Sarajevu. Novembra 1918 je bil v narodni vladi za Bosno in Hercegovino poverjenik za trgovino in obrt, pošto in telegraf. Bil je član Začasnega narodnega predstavništva v Beogradu. V Kraljevini SHS je bil minister v več vladah.  K Jugoslovanski muslimanski organizaciji je pristopil neposredno po njenem formiranju 1919, leta 1921 pa je bil izvoljen za njenega predsednika; to funkcijo je nato opravljal do svoje smrti. Zavzemal se je za revizijo vidovdanske ustave; bil je kritičen do beograjskega centralizma. Nasproti šestojanuarski diktaturi je bil v opoziciji. Bil je soustanovitelj stranke JRZ in član njenega izvršnega odbora, junija 1936 pa je tudi formalno postal eden od dveh njenih podpredsednikov. Bil je prometni minister v obeh Stojadinovićevih in v Cvetkovićevi vladi. Leta 1938 je bil imenovan še za senatorja. Bil je najvidnejši bošnjaški politik med obema svetovnima vojnama.